# Nicolás Doizi de Velasco
Nicolás Doizi de Velasco (1590-1659) fou un músic portuguès que restà al servei del rei Felip IV d'Espanya. Se sap d'ell que fou un notable violista. De Velasco es publicà a Nàpols el 1640 un tractat que porta el títol de Nuevo modo de cifra para tañer la guitarra con variedad y perfección.